# Podeni, Suceava
Podeni (germană Podeny) este un sat în comuna Bunești din județul Suceava, Bucovina, România.
La o depărtare de 6 km de municipiul Fălticeni spre nord pe malul stâng precum și pe coasta de deal ce s-a ridicat din valea Șomuzului, pe suprafață de 6 km se întinde satul Podeni fost filială a parohiei Bosanci-Suceava, cu 125 de familii și 470 suflete. 
Denumirea de Podeni se trage de la o veche seliște ce a existat pe vremuri la capătul moșiei STURZA cu numele de Bodeni. Precum se vede, pe această seliște a bodenilor, care prin anul 1900, a început a se înjgheba noul Podeni, din locuitori veniți din comuna Bosanci-Suceava, împroprietăriți aici prin anul 1924. 
Pe locul dominant din vatra satului, donația locuitorului Petra și Aspazia Bursuc, în suprafață de 12 prăjini se pune prima cruce din piatră, dată din Bosanci de către Neculai Blându. Vrednicii și neobosiții credincioși se ostenesc și primesc în dar vechea biserică din Securiceni Suceava și cu puținul material, cu colecte făcute în comuna Bosanci și prin împrejurimi, apoi cu un substanțial ajutor primit din partea Mitropoliei Bucovinei în valoare de 75.000 lei se începe construirea unei biserici noi. Constructor a fost fiind același Ghiță Andrioaia din Bunești, plătit cu suma de 16.500 lei, iar totalul construcției a costat 30.000 lei. Construcția bisericii a durat din anul 1932 și până în 18-decembrie –1938, când s-a oficiat sfințirea cu hramul Nașterea Maicii Domnului. Tot atunci, Podenii trec de la parohia Bosanci, la parohia Bunești, recent înființată. În 1944 este numit paroh preotul Gheorghe Fărtăiaș transferat de la Bosanci.
Bibliografie:  
http://bunestisuceava.myforum.ro/